# Lachy Doley
Lachy Doley (uitspraak: [ˈlɒki 'doli], "lokkie dolie") is een Australisch zanger en toetsenist. Hij vergaarde bekendheid als toetsenist, met name op de door Buddy Castle uitgevonden whammyclavinet. Doley is een veelgevraagd sessiemuzikant, zowel in de studio als live. Sinds 2010 heeft hij ook solowerk uitgebracht. Tevens is hij frontman van de bluesrockband The Lachy Doley Group.

## Biografie
Doley groeide op in Adelaide waar hij op zesjarige leeftijd piano ging spelen. Tijdens zijn eerste optredens speelde hij in de band van de toenmalige vriend van zijn moeder. Na een korte periode in een acid-rockband gespeeld te hebben, verving Doley zijn broer Clayton in The Mighty Reapers. Clayton verliet de band om met Deborah Conway te toeren. Hij trok in 1999 naar New York terwijl Lachy achterbleef in Sydney.
Na enige jaren keerde Clayton terug naar Sydney waar de broers vervolgens de band The Hands oprichtten. Ze gaven twee albums uit. Hoewel in eerste instantie diverse gastzangers bijdragen leverden aan de albums en tijdens live uitvoeringen, besloten de broers om zelf te gaan zingen en zich muzikaal te laten ondersteunen door een drummer en een bassist. Dit besluit werd ingegeven door het feit dat ze zich de gastzangers niet konden veroorloven. Doley was daarnaast actief als sessiemuzikant.
In 2011 bracht Doley zijn solodebuutalbum Typically individual conforming anti-social uit. Sinds 2013 is hij frontman van The Lachy Doley Group. De band heeft vier albums uitgebracht, alle op het label All the Stops. Het album Make or break (2019) kwam binnen op #1 in de ARIA Jazz and Blues Albums Chart.

## Discografie

### Solo
- Typically individual conforming anti-social, 2011
- Singer organ soul, 2013

### The Lachy Doley Group
- Conviction, 2015
- Lovelight, 2015
- Make or break, 2019
- Double figures, 2020